# Calidion dumontii
Calidion dumontii är en svampart som beskrevs av Buriticá 1978. Calidion dumontii ingår i släktet Calidion och familjen Uncolaceae.   Inga underarter finns listade i Catalogue of Life.